# 黑腺珍珠菜
黑腺珍珠菜（学名：Lysimachia heterogenea）是报春花科珍珠菜属的植物，是中国的特有植物。分布在中国大陆的湖南、安徽、浙江、河南、湖北、广东、江苏、江西、福建等地，生长于海拔230米至1,000米的地区，多生在水边湿地，目前尚未由人工引种栽培。

## 别名
满天星（江苏南部种子植物手册）